# Carl Theodor Melchior
Carl Theodor Melchior (13. marts 1826 i København – 12. oktober 1898 sammesteds) var en dansk maler og billedhugger.
Hans forældre var opsigtsbetjent ved Politiet August Melchior og Ane Cathrine født Ramge. Melchior blev optaget på Kunstakademiet april 1839, var elev i 1. frihåndsskole fra 1841, var derefter en tid i handelslære, men kom 1843 på H.W. Bissens billedhuggerværksted og begyndte januar 1844 atter på Akademiet, hvor han gik over til at modellere i 2. ornamentklasse. Han avancerede i oktober samme år til figurtegneskolen, januar 1845 til modelskolen og vandt den lille sølvmedalje som billedhugger 1846. Melchior arbejdede samtidig for Bissen, men besluttede at gå over til malerkunsten.
Melchior udstillede kun een gang som billedhugger, nemlig en buste på Charlottenborg Forårsudstilling 1849. Som maler har han hovedsagelig udført portrætter bl.a. af Carl Bloch (ca. 1850) og af komponisten Emil Hartmann (udstillet 1852) og folkelivsbilleder, hvoraf kan nævnes Fra landet (udstillet 1852, forhen Johan Hansens samling) og Dans i en bondestue, som indbragte ham Neuhausens Præmie 1855.
Gift 1. juni 1877 i København med Caroline Amalia Volquartz (8. februar 1848 i Nykøbing Falster – 28. september 1932 i København), datter af garver Jørgen Christian Volquartz og Louise Hansine Gabrielsen.
Han er begravet på Assistens Kirkegård.

## Udstillinger
- Charlottenborg Forårsudstilling 1849 (som billedhugger), 1852, 1854-55, 1857-58, 1860-61, 1863-66 og 1871 (i alt 13 gange med 18 værker)

## Værker
Portrætter:
- Maleren Carl Bloch (ca. 1850)
- Organist Emil Hornemann (udstillet 1852)
- Frøken Alibert (udstillet 1852)
- Lægen Nathan Melchior (ingen familierelation)[1]

Genrestykker:
- Fra landet (udstillet 1852, forhen Johan Hansens samling)
- Familien tager på skovtur (udstillet 1852)
- En karl passiarende med en pige (udstillet 1854)
- Dans i en bondestue (udstillet 1855, Neuhausens Præmie)
- Scene i en bondestue, unge piger, der spiller kort med en ældre mand (udstillet 1858)
- Præstens besøg efter dåben (udstillet 1863)
- Fårevaskning på landet (udstillet 1865)
- Episode af Bellmann (udstillet 1866)
- Landlig scene i høhøsten (udstillet 1871)